# (3020) Naudts
(3020) Naudts (1949 PR) – planetoida z pasa głównego asteroid okrążająca Słońce w ciągu 4,59 lat w średniej odległości 2,76 j.a. Odkryta 2 sierpnia 1949 roku.